# Phymatocerotales
Phymatocerotales é uma pequena ordem de plantas não vasculares do grupo dos antóceros (Anthocerotophyta). A ordem é um táxon monotípico, englobando apenas a família Phymatocerotaceae, também monotípica, tendo como único género Phymatoceros, com duas espécies.